# 柯劭憼
柯劭憼（？—？），字敬儒，山东胶州人。晚清官员。
光绪十五年（1889年）中进士，同年五月，著交吏部掣签，分发各省以知县即用；即用安徽知县，署贵池县，补太湖县。贵池县自太平天国之乱后，地丁册被恶吏藏匿，滥收赋税，民众苦不堪言。劭憼深知其害，改革弊政，深受人民爱戴。
柯劭憼善古今体诗。时与孙葆田并称“儒吏”。《清史稿》有传。
柯劭憼为学者柯蘅之子。母李长霞为掖县进士李图之女。弟柯劭忞，光绪十二年（1886年）进士，曾为《清史稿》总纂。